# Willy Schneider (Ökonom)
Willy Schneider (* 4. Februar 1963 in Offenburg) ist ein deutscher Wirtschaftswissenschaftler und Verfasser unter anderem von populärwissenschaftlichen Abhandlungen über die Marketing-Strategie des Unternehmens McDonald’s, Wege zur Optimierung des eigenen Kaufverhaltens sowie über die Fernsehserie The Simpsons aus Sicht der Wirtschaftswissenschaften.

## Ausbildung
Willy Schneider wuchs in Offenburg auf. Nach seinem Abitur studierte er Betriebswirtschaftslehre an der Universität Mannheim. Seine Diplomarbeit zu dem Thema „Die Zufriedenheit der Kfz-Halter mit den Diensten von Autowerkstätten“ wurde mit dem Preis der Dr. Carl Clemm- und Dr. Carl Haas-Stiftung ausgezeichnet. Nach mehreren Stationen in der Unternehmenspraxis kehrte er als wissenschaftlicher Mitarbeiter an den Marketing-Lehrstuhl von Erwin Dichtl an die Universität Mannheim zurück. Er wurde von der Universität Mannheim mit "summa cum laude" promoviert. Seine Dissertation mit dem Thema: „Die Akquisition von Spenden als eine Herausforderung für das Marketing“ wurde mit dem Preis der Stiftung Promarketing ausgezeichnet.

## Berufliches Wirken
Seit 1997 leitet Willy Schneider den Studiengang Handel an der Dualen Hochschule Baden-Württemberg in Mannheim. Daneben führte er bis 2014 das Steinbeis-Transferzentrum Marktforschung und Marketing-Kompetenz in Heidelberg. Er ist Lehrbeauftragter an diversen Hochschulen in Bachelor- und Masterstudiengängen sowie Fachautor von Publikationen in den Bereichen Marketing, Konsumentenverhalten und Handelsmanagement. Daneben ist er Gründungsherausgeber einer Buchreihe, die sich auf das Bachelor-Studium an dualen Hochschulen spezialisiert hat.
Willy Schneider ist Autor des Gabler Wirtschaftslexikons in den Bereichen Handelsbetriebslehre, Marketing und Vertriebspolitik. Neben seiner Forschungs- und Beratertätigkeit auf den Gebieten Kundenzufriedenheit und Customer-Relationship-Management setzt sich Willy Schneider kritisch mit Marketing-Strategien erfolgreicher Unternehmen auseinander, zum Beispiel von McDonald’s. In jüngerer Zeit beschäftigt er sich mit den wirtschaftswissenschaftlichen Themen in kulturübergreifenden Fernsehserien (u. a. The Simpsons).

## Veröffentlichungen
- Brainpool Springfield – Das "gelbe" Wirtschaftslexikon. Von A wie Advanced Marketing mit Homer bis Z für Zeppelinwerbung für mieses Bier. BOD, Heidelberg 2016, ISBN 978-3-478-37440-8.
- Grundlagen der Handelsbetriebslehre. BOD, Heidelberg 2016, ISBN 978-3-478-37440-8.
- mit Alexander Hennig: Zur Kasse, Schnäppchen! – Warum wir immer mehr einkaufen als wir wollen. Südwest, München 2010, ISBN 978-3-517-08595-1.
- mit Alexander Hennig: 100 Kennzahlen für profitable Kundenbeziehungen. Cometis, Wiesbaden 2009.
- Marketing und Käuferverhalten. 3. Auflage. Oldenbourg. München 2009, ISBN 978-3-486-58775-3.
- mit Alexander Hennig: Lexikon Kennzahlen für Marketing und Vertrieb. 2. Auflage. Springer, Heidelberg 2008, ISBN 978-3-540-79861-3.
- mit Martin Kornmeier: Maxime Kundenzufriedenheit – ein Königs- oder Irrweg? In: Frankfurter Allgemeine Zeitung. Nr. 36, 12. Februar 2007, S. 18.
- Arbeitsbuch Marketing-Management und Käuferverhalten. 2. Auflage. Oldenbourg, München 2008, ISBN 978-3-486-58380-9.
- McMarketing – Einblicke in die Marketing-Strategie von McDonald´s. Gabler, Wiesbaden 2007, ISBN 978-3-8349-0160-6.
- mit Martin Kornmeier: Kundenzufriedenheit. Konzept, Messung, Management. Haupt, Bern 2006, ISBN 3-258-06978-6.
- Die Akquisition von Spenden als eine Herausforderung für das Marketing. Duncker & Humblot, Berlin 1996.